# Hazelton (Colúmbia Britânica)
Hazelton é uma vila situada na junção dos rios de Bulkley e de Skeena no norte da província canadense de Colúmbia Britânica. Foi fundada em 1866 e em 2011 tinha uma população de 270 pessoas. A comunidade tem uma área total de 2.8 quilômetros quadrados e está a 305 metros acima do nível do mar.

## Galeria

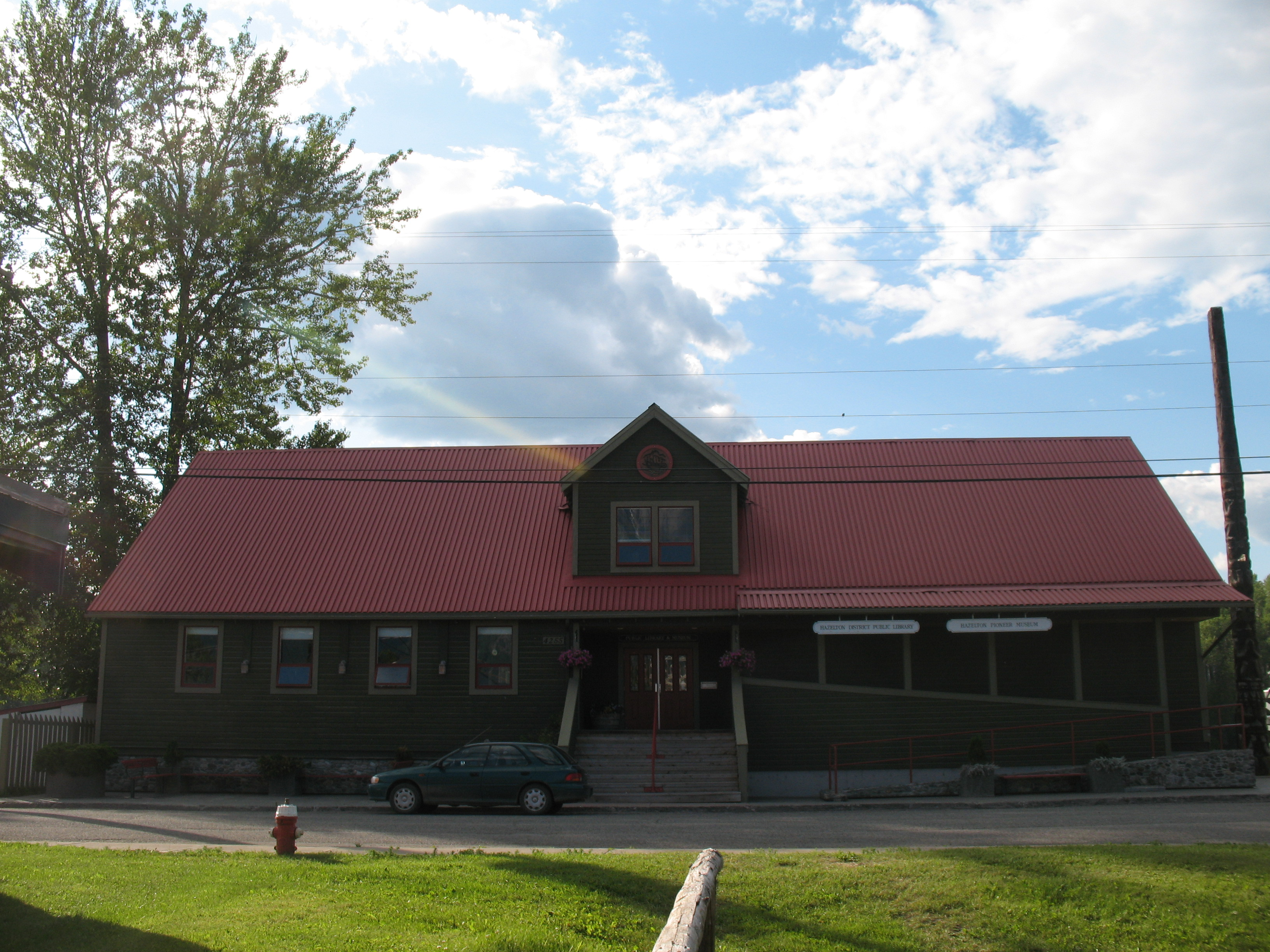
Biblioteca (2009)
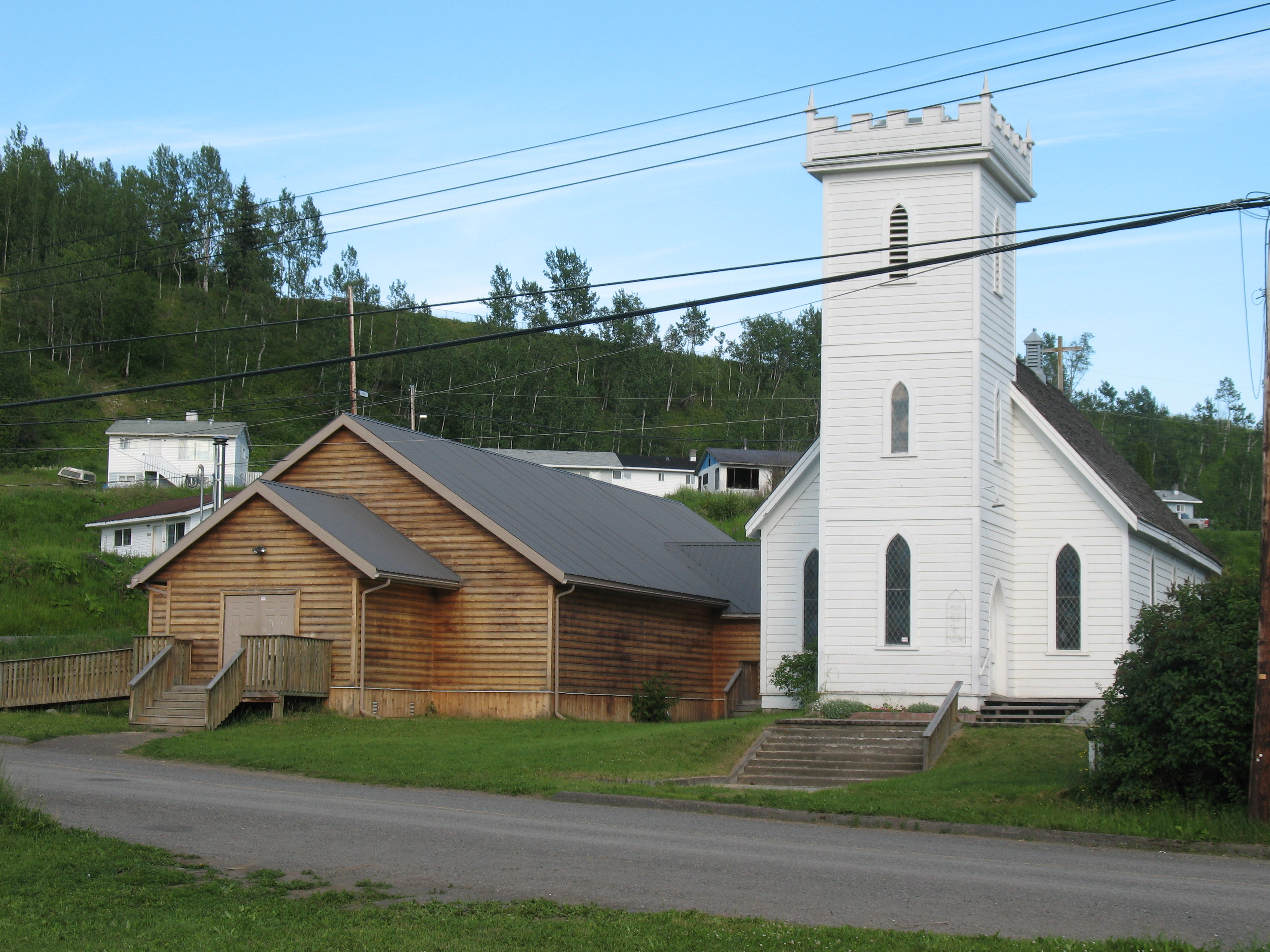
Igreja Anglicana de São Paulo (2009)

## Ligações Externas
- Hazelton, British Columbia Homepage
- Village of Hazelton Homepage
- 'Ksan Native Village & Museum
- Kispiox Valley Music Festival